# Konstantin Sergeev
Konstantin Michajlovič Sergeev (in russo: Константин Михайлович Сергеев; trasl. angl.: Konstantin Mikhaylovich Sergeyev; San Pietroburgo, 20 febbraio 1910 – San Pietroburgo, 1º aprile 1992) è stato un ballerino e coreografo sovietico.

## Biografia
Ha cominciato a studiare danza da bambino all'Accademia di danza Vaganova, prima di cominciare a danzare nel corpo di ballo del Teatro Mariinskij nel 1930. Sergeyev continuò a danzare per la compagnia fino al 1961. Negli anni 30 e 40 si affermò grazie a una partnership di grande successo con Galina Ulanova. Accanto alla Ulanova originò il ruolo di Romeo in Romeo e Giulietta in scena al suo debutto mondiale e Leningrado l'11 gennaio 1940.
Continuò a danzare negli anni 50, cominciando a lavorare anche come coreografo, creando nuovi allestimenti de La bella addormentata, Cendrillon e Rajmonda.
Nel corso della sua carriera fu insignito del titolo di Artista del popolo dell'Unione Sovietica (1957), fu quattro volte vincitore del Premio Stalin (1946, 1947, 1949, 1951), altre quattro dell'Ordine di Lenin (1970, 1980, 1988, 1991) e fu nominato Eroe del lavoro socialista nel 1991.